# Anatolij Trubin
Anatolij Volodymyrovyč Trubin (in ucraino Анатолій Володимирович Трубін?; Donec'k, 1º agosto 2001) è un calciatore ucraino, portiere del Benfica e della nazionale ucraina.

## Caratteristiche tecniche
Portiere dal fisico imponente, si distingue nelle uscite basse e nell'impostazione del gioco, oltre ad avere un buon senso della posizione. Il suo talento nel professionismo è emerso in giovane età, quando para usa bene la respinta ma è abile pure nel bloccare la palla, possiede slancio e reattività. Trubin è anche un bravo para-rigori. Per le sue caratteristiche è stato paragonato a David de Gea.

## Carriera

### Club

#### Šachtar
Cresciuto nel settore giovanile dello Šachtar, vince per la prima volta il campionato (l'edizione 2018-2019) dove ha debuttato a soli 17 anni il 26 maggio nel match vinto per 4-0 contro il Mariupol', Conquista anche la vittoria dell'edizione successiva del campionato ucraino, giocando però solo nelle partite della fase conclusiva del torneo. Il 21 ottobre 2020 ha debuttato nelle competizioni europee, in occasione della vittoria ottenuta per 3-2 contro il Real Madrid. Da lì in poi diviene il portiere titolare del club a scapito del più esperto Andrij Piatov.
Gioca per la prima volta nella Champions League nella vittoria per 3-2 contro il Real Madrid, sempre nella stessa stagione fa il suo debutto in Europa League nel successo per 2-0 contro il Maccabi Tel Aviv. Nel match contro il Rennes vinto ai calci di rigorenell'edizione 2022-2023 dell'Europa League, Trubin para ben tre tiro avversari calciati dal dischetto. Vince pure l'edizione 2022-2023, il 28 maggio disputa la sua ultima partita con lo Šachtar nella vittoria per 3-0 contro il Dnipro-1, nei minuti di recupero Trubin è tra i sei giocatori esplulsi per rissa.

#### Benfica
Il 10 agosto 2023 viene acquistato dal Benfica,Ottiene subito la posizione di portiere titolare, debutta per la prima volta il 16 settembre debutta in campionato nella vittoria per 2-1 contro il Vizela. L'11 gennaio 2025, vince la finale della Taça da Liga contro lo Sporting Lisbona, la partita finisce per 1-1 e ai calci di rigore il Benfica si impone per 7-6, determinante è stato Trubin che para l'ultimo rigore avversario, calciato da Francisco Trincão.

### Nazionale
Ha giocato nelle nazionali giovanili ucraine Under-16, Under-17, Under-18, Under-19 ed Under-21.
Il 31 marzo 2021 esordisce in nazionale maggiore in occasione del pareggio per 1-1 contro il Kazakistan.Il 16 giugno 2023 arriva la sua prima vittoria con la maglia dell'Ucraina, nel successo per 3-2 contro la Macedonia del Nord.

## Statistiche

### Presenze e reti nei club
Statistiche aggiornate al 28 giugno 2025.
| Stagione        | Squadra         | Campionato      | Campionato | Campionato | Coppe nazionali | Coppe nazionali | Coppe nazionali | Coppe continentali | Coppe continentali | Coppe continentali | Altre coppe | Altre coppe | Altre coppe | Totale | Totale |
| Stagione        | Squadra         | Comp            | Pres       | Reti       | Comp            | Pres            | Reti            | Comp               | Pres               | Reti               | Comp        | Pres        | Reti        | Pres   | Reti   |
| --------------- | --------------- | --------------- | ---------- | ---------- | --------------- | --------------- | --------------- | ------------------ | ------------------ | ------------------ | ----------- | ----------- | ----------- | ------ | ------ |
| 2018-2019       | Šachtar         | PL              | 1          | 0          | KU              | 0               | 0               | UCL+UEL            | 0                  | 0                  | SU          | 0           | 0           | 1      | 0      |
| 2019-2020       | Šachtar         | PL              | 7          | -7         | KU              | 0               | 0               | UCL+UEL            | 0                  | 0                  | SU          | 0           | 0           | 7      | -7     |
| 2020-2021       | Šachtar         | PL              | 21         | -15        | KU              | 0               | 0               | UCL+UEL            | 5+4                | -8 + -5            | SU          | 0           | 0           | 30     | -28    |
| 2021-2022       | Šachtar         | PL              | 12         | -8         | KU              | 0               | 0               | UCL                | 6                  | -11                | SU          | 0           | 0           | 18     | -19    |
| 2022-2023       | Šachtar         | PL              | 28         | -19        | -               | -               | -               | UCL+UEL            | 6+4                | -10 + -11          | -           | -           | -           | 38     | -40    |
| Totale Shakhtar | Totale Shakhtar | Totale Shakhtar | 69         | -49        |                 | 0               | 0               |                    | 25                 | -45                |             | 0           | 0           | 94     | -94    |
| 2023-2024       | Benfica         | PL              | 28         | -22        | CP+CdL          | 5+3             | -7 + -2         | UCL+UEL            | 6+6                | -11 + -5           | SP          | -           | -           | 48     | -47    |
| 2024-2025       | Benfica         | PL              | 32         | -28        | CP+CdL          | 0+3             | 0 + -1          | UCL                | 12                 | -19                | Cmc         | 4           | -6          | 51     | -54    |
| Totale Benfica  | Totale Benfica  | Totale Benfica  | 60         | -50        |                 | 11              | -10             |                    | 24                 | -35                |             | 4           | -6          | 99     | -101   |
| Totale carriera | Totale carriera | Totale carriera | 129        | -99        |                 | 11              | -10             |                    | 49                 | -80                |             | 4           | -6          | 193    | -195   |

### Cronologia presenze e reti in nazionale

#### Nazionale maggiore
| Cronologia completa delle presenze e delle reti in nazionale ― Ucraina | Cronologia completa delle presenze e delle reti in nazionale ― Ucraina | Cronologia completa delle presenze e delle reti in nazionale ― Ucraina | Cronologia completa delle presenze e delle reti in nazionale ― Ucraina | Cronologia completa delle presenze e delle reti in nazionale ― Ucraina | Cronologia completa delle presenze e delle reti in nazionale ― Ucraina | Cronologia completa delle presenze e delle reti in nazionale ― Ucraina | Cronologia completa delle presenze e delle reti in nazionale ― Ucraina |
| Data                                                                   | Città                                                                  | In casa                                                                | Risultato                                                              | Ospiti                                                                 | Competizione                                                           | Reti                                                                   | Note                                                                   |
| ---------------------------------------------------------------------- | ---------------------------------------------------------------------- | ---------------------------------------------------------------------- | ---------------------------------------------------------------------- | ---------------------------------------------------------------------- | ---------------------------------------------------------------------- | ---------------------------------------------------------------------- | ---------------------------------------------------------------------- |
| 31-3-2021                                                              | Kiev                                                                   | Ucraina                                                                | 1 – 1                                                                  | Kazakistan                                                             | Qual. Mondiali 2022                                                    | -1                                                                     |                                                                        |
| 23-5-2021                                                              | Charkiv                                                                | Ucraina                                                                | 1 – 1                                                                  | Bahrein                                                                | Amichevole                                                             | -1                                                                     |                                                                        |
| 21-9-2022                                                              | Glasgow                                                                | Scozia                                                                 | 3 – 0                                                                  | Ucraina                                                                | UEFA Nations League 2022-2023 - 1º turno                               | -3                                                                     |                                                                        |
| 26-3-2023                                                              | Londra                                                                 | Inghilterra                                                            | 2 – 0                                                                  | Ucraina                                                                | Qual. Euro 2024                                                        | -2                                                                     |                                                                        |
| 12-6-2023                                                              | Brema                                                                  | Germania                                                               | 3 – 3                                                                  | Ucraina                                                                | Amichevole                                                             | -3                                                                     |                                                                        |
| 16-6-2023                                                              | Skopje                                                                 | Macedonia del Nord                                                     | 2 – 3                                                                  | Ucraina                                                                | Qual. Euro 2024                                                        | -2                                                                     |                                                                        |
| 19-6-2023                                                              | Trnava                                                                 | Ucraina                                                                | 1 – 0                                                                  | Malta                                                                  | Qual. Euro 2024                                                        | -                                                                      |                                                                        |
| 14-10-2023                                                             | Praga                                                                  | Ucraina                                                                | 2 – 0                                                                  | Macedonia del Nord                                                     | Qual. Euro 2024                                                        | -                                                                      |                                                                        |
| 17-10-2023                                                             | Ta' Qali                                                               | Malta                                                                  | 1 – 3                                                                  | Ucraina                                                                | Qual. Euro 2024                                                        | -1                                                                     |                                                                        |
| 20-11-2023                                                             | Leverkusen                                                             | Ucraina                                                                | 0 – 0                                                                  | Italia                                                                 | Qual. Euro 2024                                                        | -                                                                      |                                                                        |
| 3-6-2024                                                               | Norimberga                                                             | Germania                                                               | 0 – 0                                                                  | Ucraina                                                                | Amichevole                                                             | -                                                                      |                                                                        |
| 21-6-2024                                                              | Düsseldorf                                                             | Slovacchia                                                             | 1 – 2                                                                  | Ucraina                                                                | Euro 2024 - 1º turno                                                   | -1                                                                     |                                                                        |
| 26-6-2024                                                              | Stoccarda                                                              | Ucraina                                                                | 0 – 0                                                                  | Belgio                                                                 | Euro 2024 - 1º turno                                                   | -                                                                      |                                                                        |
| 7-9-2024                                                               | Praga                                                                  | Ucraina                                                                | 1 – 2                                                                  | Albania                                                                | UEFA Nations League 2024-2025 - 1º turno                               | -2                                                                     |                                                                        |
| 10-9-2024                                                              | Praga                                                                  | Rep. Ceca                                                              | 3 – 2                                                                  | Ucraina                                                                | UEFA Nations League 2024-2025 - 1º turno                               | -3                                                                     |                                                                        |
| 11-10-2024                                                             | Poznań                                                                 | Ucraina                                                                | 1 – 0                                                                  | Georgia                                                                | UEFA Nations League 2024-2025 - 1º turno                               | -                                                                      |                                                                        |
| 14-10-2024                                                             | Breslavia                                                              | Ucraina                                                                | 1 – 1                                                                  | Rep. Ceca                                                              | UEFA Nations League 2024-2025 - 1º turno                               | -1                                                                     |                                                                        |
| 16-11-2024                                                             | Batumi                                                                 | Georgia                                                                | 1 – 1                                                                  | Ucraina                                                                | UEFA Nations League 2024-2025 - 1º turno                               | -1                                                                     |                                                                        |
| 19-11-2024                                                             | Tirana                                                                 | Albania                                                                | 1 – 2                                                                  | Ucraina                                                                | UEFA Nations League 2024-2025 - 1º turno                               | -1                                                                     |                                                                        |
| 7-6-2025                                                               | Toronto                                                                | Canada                                                                 | 4 – 2                                                                  | Ucraina                                                                | Amichevole                                                             | -3                                                                     | 66’                                                                    |
| Totale                                                                 |                                                                        | Presenze                                                               | 20                                                                     |                                                                        | Reti                                                                   | -26                                                                    |                                                                        |

#### Nazionale Under-21
| Cronologia completa delle presenze e delle reti in nazionale ― Ucraina under 21 | Cronologia completa delle presenze e delle reti in nazionale ― Ucraina under 21 | Cronologia completa delle presenze e delle reti in nazionale ― Ucraina under 21 | Cronologia completa delle presenze e delle reti in nazionale ― Ucraina under 21 | Cronologia completa delle presenze e delle reti in nazionale ― Ucraina under 21 | Cronologia completa delle presenze e delle reti in nazionale ― Ucraina under 21 | Cronologia completa delle presenze e delle reti in nazionale ― Ucraina under 21 | Cronologia completa delle presenze e delle reti in nazionale ― Ucraina under 21 |
| Data                                                                            | Città                                                                           | In casa                                                                         | Risultato                                                                       | Ospiti                                                                          | Competizione                                                                    | Reti                                                                            | Note                                                                            |
| ------------------------------------------------------------------------------- | ------------------------------------------------------------------------------- | ------------------------------------------------------------------------------- | ------------------------------------------------------------------------------- | ------------------------------------------------------------------------------- | ------------------------------------------------------------------------------- | ------------------------------------------------------------------------------- | ------------------------------------------------------------------------------- |
| 8-9-2020                                                                        | Helsinki                                                                        | Finlandia under 21                                                              | 0 – 2                                                                           | Ucraina under 21                                                                | Qual. Europeo Under-21 2023                                                     | -                                                                               |                                                                                 |
| 13-10-2020                                                                      | Ballymena                                                                       | Irlanda del Nord under 21                                                       | 1 – 0                                                                           | Ucraina under 21                                                                | Qual. Europeo Under-21 2023                                                     | -1                                                                              |                                                                                 |
| 13-11-2020                                                                      | Ta' Qali                                                                        | Malta under 21                                                                  | 1 – 4                                                                           | Ucraina under 21                                                                | Qual. Europeo Under-21 2023                                                     | -1                                                                              |                                                                                 |
| 17-11-2020                                                                      | Kovalivka                                                                       | Ucraina under 21                                                                | 3 – 0                                                                           | Irlanda del Nord under 21                                                       | Qual. Europeo Under-21 2023                                                     | -                                                                               |                                                                                 |
| 11-11-2021                                                                      | Skopje                                                                          | Macedonia del Nord under 21                                                     | 1 – 1                                                                           | Ucraina under 21                                                                | Qual. Europeo Under-21 2023                                                     | -1                                                                              |                                                                                 |
| 16-11-2021                                                                      | Leopoli                                                                         | Ucraina under 21                                                                | 2 – 1                                                                           | Serbia under 21                                                                 | Qual. Europeo Under-21 2023                                                     | -1                                                                              |                                                                                 |
| 1-6-2022                                                                        | Tórshavn                                                                        | Fær Øer under 21                                                                | 0 – 4                                                                           | Ucraina under 21                                                                | Qual. Europeo Under-21 2023                                                     | -                                                                               |                                                                                 |
| 9-6-2022                                                                        | Esenyurt                                                                        | Ucraina under 21                                                                | 3 – 3                                                                           | Francia under 21                                                                | Qual. Europeo Under-21 2023                                                     | -3                                                                              |                                                                                 |
| 23-9-2022                                                                       | Žilina                                                                          | Slovacchia under 21                                                             | 3 – 2                                                                           | Ucraina under 21                                                                | Qual. Europeo Under-21 2023                                                     | -3                                                                              |                                                                                 |
| 27-9-2022                                                                       | Breslavia                                                                       | Ucraina under 21                                                                | 3 – 0                                                                           | Slovacchia under 21                                                             | Qual. Europeo Under-21 2023                                                     | -                                                                               |                                                                                 |
| 21-6-2023                                                                       | Bucarest                                                                        | Ucraina under 21                                                                | 2 – 0                                                                           | Croazia under 21                                                                | Europeo Under-21 2023 - 1º turno                                                | -                                                                               |                                                                                 |
| 24-6-2023                                                                       | Bucarest                                                                        | Romania under 21                                                                | 0 – 1                                                                           | Ucraina under 21                                                                | Europeo Under-21 2023 - 1º turno                                                | -                                                                               |                                                                                 |
| 2-7-2023                                                                        | Cluj-Napoca                                                                     | Francia under 21                                                                | 1 – 3                                                                           | Ucraina under 21                                                                | Europeo Under-21 2023 - Quarti di finale                                        | -1                                                                              |                                                                                 |
| 5-7-2023                                                                        | Bucarest                                                                        | Spagna under 21                                                                 | 5 – 1                                                                           | Ucraina under 21                                                                | Europeo Under-21 2023 - Semifinali                                              | -5                                                                              |                                                                                 |
| Totale                                                                          |                                                                                 | Presenze                                                                        | 14                                                                              |                                                                                 | Reti                                                                            | -16                                                                             |                                                                                 |

## Palmarès

### Club

#### Competizioni nazionali
- Campionato ucraino: 3

Šachtar: 2018-2019, 2019-2020, 2022-2023
- Supercoppa d'Ucraina: 1

Šachtar: 2021
- Coppa di Lega portoghese: 1

Benfica: 2024-2025
- Supercoppa di Portogallo: 1

Benfica: 2025